# 16세기 문학
16세기 문학은 16세기에 제작된 일련의 문학 작품을 의미한다.

## 프랑스
프랑스에서는 16세기 전체가 르네상스라 말하는 시기에 해당된다. 중세 그리스도 세계는 긴 기간의 독단과 편견에 의하여 경직(硬直)화하여 이르는 곳마다 혼란과 무질서를 낳았다. 이에 대한 반동으로 케케묵은 전통에 의한 견고한 권위를 뒤집고 이제까지 잊혀진 고대 그리스·로마의 문학과 사상 안에 생활의 지혜를 찾으려는 운동이 싹텄다. 이것이 르네상스이다.
르네상스란 말은 ‘재생(再生)’을 의미하는 프랑스 말이다. 결국 고대의 학문과 사상이 이 시대에 새롭게 바뀌어 태어난 것을 가리킨다. 물론 중세에 있어서도 라틴 어학이나 문학의 연구가 중단된 것은 아니다. 다만 이 시기가 되어 중세와는 전혀 다른방법과 왕성한 지식욕으로 주석에 의하지 않고 고대의 원전(原典)에서 직접 배우려는 기운이 일어났다는 것이다.
프랑스에서 르네상스를 낳은 직접적 원인이 된 것은 15세기 말에서 약 반세기에 걸쳐 거듭된 이탈리아 원정이다. 알프스를 넘어 발달한 이탈리아 문화에 접한 프랑스인은 이탈리아인의 사치스럽고 고상한 생활과 세련되고 우아한 사교계에 심취하여 이것을 프랑스에 가지고 갔다. 생활양식뿐만 아니라 많은 미술품이 프랑스에 들어가서 단테의 <신곡>과 페트라르카의 소네트도 소개되었다. 특히 이탈리아 르네상스를 매개로 하여 고대의 전통이 밝혀지고 다시금 고대문화의 가치가 인식되었다.
16세기의 문학은 보통 세 시기로 나뉜다. ⑴르네상스 전기(1515-1534)―프랑수아 1세가 즉위한 1515년부터 20년 동안으로 젊은 왕은 새로운 사상에 호의를 가지고 문예를 장려하였다. 이 시기에는 르네상스와 종교개혁이 손을 맞잡고 진척하여 문학자들은 고대작품에의 호기심과 새로운 종교운동에 대한 관심을 가지고 있었다. 대표적 작가로는 시인인 클레망 마로와 전형적인 르네상스인이라 불리는 프랑수아 라블레가 있다.
⑵ 르네상스 개화기(1534-1560)―1534년의 ‘격문사건(檄文事件)’을 경계로 프랑수아 1세의 종교정책은 심한 탄압으로 바뀌어 마로는 이탈리아로 망명하고 라블레는 몸을 숨긴다. 이 시기에 르네상스와 종교개혁은 결별하여 각각 다른 길을 걷게 된다. 많은 문학가는 종교개혁을
멀리하여 고대의 원전 속으로 몰입한다. 1550년경이 되면 롱사르를 중심으로 플레야드(La Plei-ade)가 고대시형을 부활하여 고대극을 모방한 희곡을 썼다.
⑶ 르네상스 원숙기(1560-1598)―이시기는 종교전쟁과 일치한다. 문학가도 각기 그들이 속해 있는 당파의 신념에 입각하였으며, 가령 도비네와 몬뤼크처럼 전쟁에 참가하기도 한다. 다만 이 고난의 시대를 맞아 몽테뉴는 광신적인 상호 혐오의 어리석음을 알고 고대에서 배운 행복의 철학을 역설하였다. 르네상스는 몽테뉴에 이르러 완성되었다고 할 수 있다.

## 러시아, 소련
전세기말에 ‘타타르의 멍에’에서 벗어난 러시아는 모스크바 공국에 의해 통일되어 16세기에는 모스크바 공을 차르(Tsar’=皇帝)로 추대하는 중앙집권국가가 성립된다.
당연한 일이지만 이 시기는 국민의식이 매우 앙양되었음을 볼 수 있다. 때마침 동로마 제국이 터키에 의해 멸망당했기 때문에, 러시아야말로 그리스 정교의 마지막 옹호자라는 ‘모스크바 즉 제3로마’의 이론이 수도사 피로페이에 의해 제창되었다. 이와 같은 사상은 15세기 말 또는 16세기 초에 나온 <블라디미르의 제공(諸公) 이야기>에도 반영되고 있다. 이 작품에서는 모스크바의 제공들이야말로 왕년에 키예프에 군림했던 류리크공을 잇는 정통이며 나아가서는 로마 황제 아우구스투스의 혈연에 연결된다는 것을 증명하려는 시도가 엿보인다.
모스크바시(市)의 주교 마카리의 지도하에 편찬된 대규모적인 연대기 집성, 그리고 <대성인전집>도 이 시대의 고양된 국가의식을 보여주고 있다. 전자는 세계 개벽에서부터 아우구스투스, 류리크를 거쳐 모스크바공에 이르는 10권 2만 페이지로 되어 있는 웅대한 구상의 역사서이며, 후자는 러시아 각지에 산재하고 있던 성인전을 모두 집대성한 것으로 러시아인뿐만 아니라 외국의 성인전기도 남김없이 수록하고 있다.
전대의 쿠리코보 전쟁의 기록이나, <콘스탄티노플 함락기>의 전통을 잇는 종군기로서는 이 세기의 60년대에 쓰여진 <카잔 왕국사(王國史)>를 들 수 있다. 이것은 카잔 한국(汗國)의 성립에서 이반 대제의 정복에 이르는 경과를 기술한 것으로, 특히 모스크바 포위군과 농성군의 최후 공방전은 특징 있는 서사적 스타일로 생생하게 묘사되고 있다. 작자의 이름은 알려지지 않고 있다. 이와 관련해서 이반 대제에 의한 카잔 공략(攻略)의 양상은 이 당시 구전문학의 새로운 형식인 ‘역사 가요’에서도 읊어지고 있다.
연대기거나 종군기거나 거기에는 통일 러시아의 성립이라는 시대 특유의 강한 정치의식·역사의식이 나타나 있으며 이 시기에는 동시대의 정치 및 사회 양상에 관한 관심을 그대로 표시하고 있는 저작이 많이 나왔다. 서구적 합리주의의 영향하에 발생한 온갖 이단(異端)을 둘러싼 논쟁, 교회와 국가의 관계를 따지는 ‘요시프파(派)’와 ‘청렴파’의 대립, 차르의 절대주의를 지지하는 이반 페레스베토프의 저서, 차르의 권력에 관한 이반 뇌제 자신과 쿠르프스키공의 격렬한 응수 등이 바로 그것이다. 이와 같은 ‘정치 평론적 문학’은 러시아 문학에서 하나의 뿌리깊은 전통이 되었다.
또한 문학적 가치로서는 빈약하나 이 시대의 분위기를 적절히 전하는 것으로는 가장으로서의 마음 가짐을 가르치는 시리베스토르 승(僧)의 <가정훈(家庭訓)>이 있다.

## 같이 보기
- 17세기 문학
- 르네상스 문학